# Centrolene buckleyi
Centrolene buckleyi är en groddjursart som först beskrevs av George Albert Boulenger 1882.  Centrolene buckleyi ingår i släktet Centrolene och familjen glasgrodor. IUCN kategoriserar arten globalt som sårbar. Inga underarter finns listade i Catalogue of Life.